# Iglesia de San Pedro (Garrovillas de Alconétar)
La iglesia de San Pedro es un templo parroquial católico ubicado en la villa española de Garrovillas de Alconétar, en la provincia de Cáceres. El edificio, de estilo principalmente gótico, data del siglo XV y forma junto a la iglesia de Santa María de la Consolación una parroquia en la diócesis de Coria-Cáceres.

## Localización
Se ubica en las afueras septentrionales de la villa, en el centro de la plaza Domingo Marcos Durán, una plazuela situada inmediatamente al norte de la Plaza Mayor, con la cual está conectada a través de la calle San Pedro. Al este de la iglesia sale un camino que lleva a la ermita de San Antón, mientras que al oeste se ubica a escasos metros de la plazuela el monasterio de Nuestra Señora de la Salud o de las Jerónimas, del siglo XVI.

## Historia y descripción
Es un templo principalmente gótico y construido inicialmente en el siglo XV, finalizando las primeras obras en 1493. No obstante, cuenta con algunos elementos románicos que se remontan al siglo XIV.
La iglesia está construida en sillería de granito y consta de tres naves. De sus tres portadas, destaca la del lado de la Epístola: data del siglo XIV, es abocinada y ojival con capitel corrido y decoración vegetal estilizada y tres escudos, todo bajo alfiz. Los pilares presentan dos líneas de capiteles corridos, siendo la baja el arranque de los nervios de las naves laterales y la alta, de la central. El arco toral, que presenta ventana circular sobre la clave, da paso a un ábside con bóveda de nervios formando arcos de ojivas muy apuntadas. En el muro de cabecera de las naves laterales también hay ventanales circulares.
En la cabecera de la nave de la Epístola hay un retablo manierista de principios del siglo XVII y en la del Evangelio hay otro barroco y sin dorar de Juan Granda de mediados del siglo XVIII. El retablo mayor es plateresco, con tablas pintadas. En la nave del Evangelio se venera el Cristo de las Injurias, del siglo XV y procedente de la ermita de la Dehesa de Villasbuenas del término de Portezuelo. A los pies, un arco muy rebajado soporta un coro con balaustrada a base de columnillas y arcos polilobulados. La pila bautismal es de estilo románico.